# Goriška
     Goriška

Regiony historyczno-geograficzne Słowenii.
Goriška

Goriška − tradycyjny region geograficzny w zachodniej Słowenii, przy granicy z Włochami, część Przymorza Słoweńskiego (Primorska). Głównym ośrodkiem jest miasto Nova Gorica.
Przed I wojną światową region był częścią Księstwa Gorycji i Gradyski ze stolicą w Gorycji. Po zakończeniu wojny tereny te podzielono, zachodnia część przeszła pod zarząd Królestwa Włoch i była poddawana brutalnej italianizacji. Po II wojnie światowej do Jugosławii wróciła część regionu.
W Gorišce leżą miasta Bovec, Kobarid, Tolmin, Cerkno, Idrija, Kanal ob Soči, Brda, Nova Gorica, Šempeter-Vrtojba, Renče-Vogrsko, Miren-Kostanjevica, Ajdovščina i Vipava.